# Caudete
Caudete é um município da Espanha na província de Albacete, comunidade autónoma de Castilla-La Mancha, de área 141,61 km² com população de 10003 habitantes (2007) e densidade populacional de 66,25 hab/km².

## Demografia
| Variação demográfica do município entre 1991 e 2004 | Variação demográfica do município entre 1991 e 2004 | Variação demográfica do município entre 1991 e 2004 | Variação demográfica do município entre 1991 e 2004 |
| --------------------------------------------------- | --------------------------------------------------- | --------------------------------------------------- | --------------------------------------------------- |
| 1991                                                | 1996                                                | 2001                                                | 2004                                                |
| 8306                                                | 8765                                                | 9150                                                | 9429                                                |